# Masties
Masties, aussi orthographié Mastiès, né avant 449, et mort en 494 ou après 516, est un chef militaire et tribal berbère de l'Aurès (actuelle Algérie). Le seul document à faire mention de ce personnage est une inscription retrouvé à Arris et qui semble être une épitaphe laudative rédigée par Masties lui même et érigée par un certain Vartaia. Il s'y présente comme un chef de tribu ayant régné soixante-sept ans avant d'être empereur régnant dix ou seize ans sur les maures et romains de la région.

## Contexte
Pendant la chute de l'Empire romain d'occident, lors de la seconde moitié du ve siècle, plusieurs royaumes romano-berbères (y compris celui des Maures et des Romains) se forment dans les régions qui ne sont pas contrôlées par les Vandales. Depuis la déposition de l'empereur romain Romulus Augustulus par Odoacre, en 476, et l'assassinat du dernier empereur d'occident, légitime, Julius Nepos, en 480, ces royaumes proclament ouvertement leur indépendance.

## Biographie
Masties établit son territoire en Numidie orientale avec pour résidence Arris (dans l'actuelle Aurès, en Algérie). Afin de légitimer son règne avec les provinciaux romains, après 476 - probablement 484, il accepte le titre d'empereur (imperator) et se déclare ouvertement chrétien dans le cadre d'une rébellion berbère contre le roi vandale Hunéric évoquée par l'historien byzantin Procope de Césarée. Vers la fin de décembre 484, les Vandales sont définitivement chassés des Aurès. 
Il règne 67 ans comme dux et 10 ans comme empereur des « Maures et des Romains » et pratique une habile politique d'équilibre entre ses sujets byzantins et berbères. Il règne donc, soit de 484 à 494, soit de 476/477 à 516. Rien n'indique que son « empire » ait été reconnu par Byzance ; du point de vue du gouvernement de Constantinople, les princes berbères sont des usurpateurs. 
Il est peut-être le roi berbère Mastigas mentionné par Procope, qui domine, à l’époque de la guerre des Vandales (533-534), l’ancienne province romaine de Maurétanie césarienne - à l’exception de Césarée, conquise par Bélisaire en 533.
Il est plus tard remplacé par Iaudas.

## Inscription

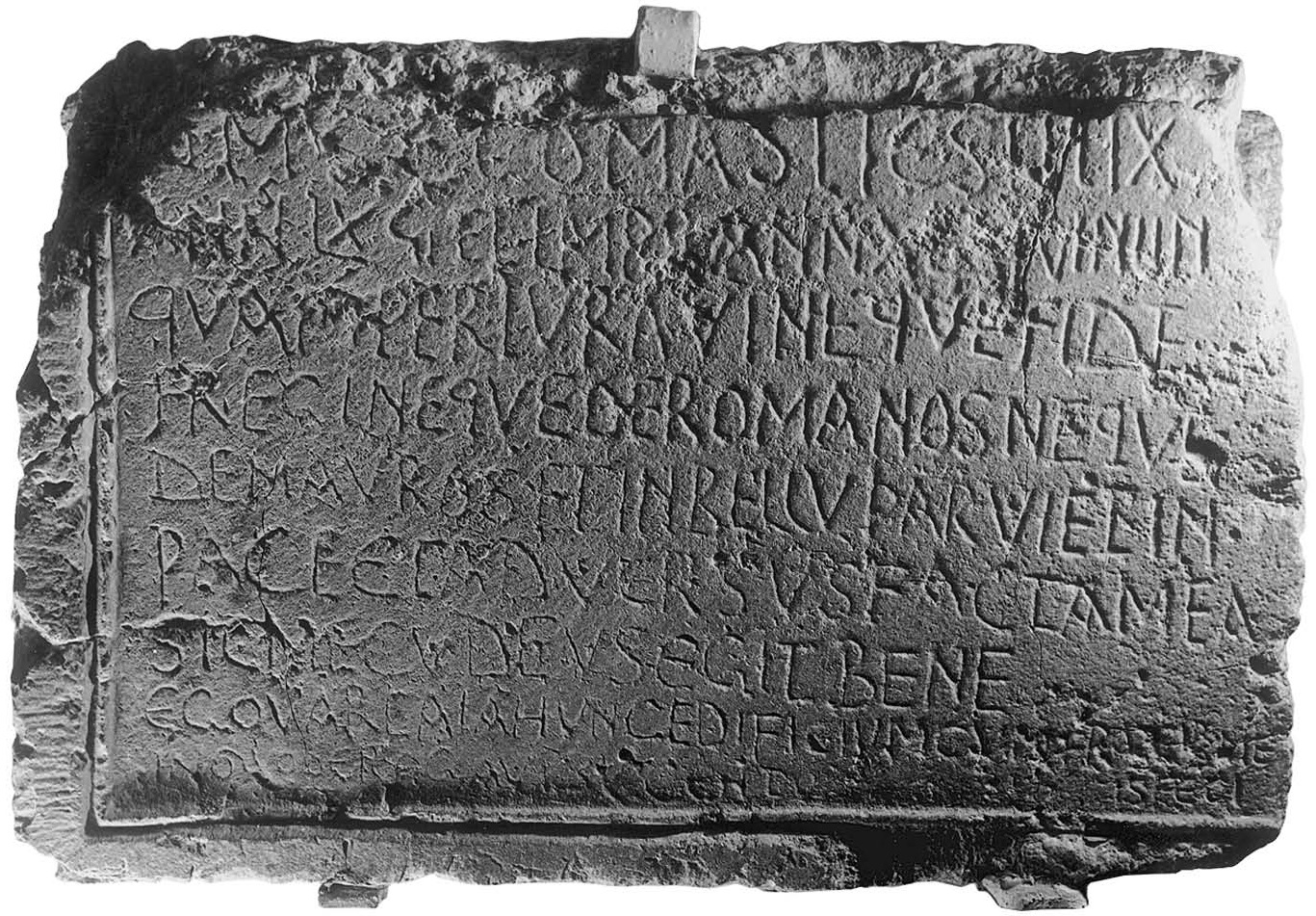
L'Inscription de Masties, trouvée à Arris, dans les Aurès en janvier 1941. Conservée au Musée national des antiquités et des arts islamiques, à Alger (cliché par le Centre Camille Jullian, 1945).

La seule source d'information à son sujet nous vient d'une inscription découverte sur un bloc de pierre à 1 500 mètres au sud d'Arris, et à proximité de l’agglomération antique de Sanef, dans les Aurès, par un paysan algérien, en janvier 1941. D’abord traduite par Jérôme Carcopino, l'inscription voit sa lecture nettement améliorée, plus de quarante ans après, par Pierre Morizot, à partir de photographies. L'inscription se lit  :

« D.M.S. (Dis manibus sacrum ?)
Ego Masties, dux annis LXVII et imp(e)r(ator) annis X, + ( ?)
qui nunquam periuravi neque fide(m) fregi, neque de Romanos neque de Mauros, et in bellu parui et in pace, et adversus facta mea sic mecu(m) Deus egit bene.
Ego Vartaia hunc edificium cum fratrib(us) meis feci,
in quod erogavi sil(icas) ( ?) centu(m). »

Soit le texte :

« D.M.S.
Moi Masties, dux pendant soixante-sept ans, imperator pendant dix ans, + ( ?) Je n’ai jamais parjuré, ni rompu la foi, ni à l’égard des Romains ni à l’égard des Maures, et j’ai obéi [à Dieu] dans la guerre comme dans la paix, et pour cela, en raison de ma conduite, Dieu a mis sa complaisance en moi.
Moi Vartaia, j’ai élevé avec mes frères ce monument, pour lequel j’ai dépensé cent siliques (ou « cent solidi ») »

## Référencement

### Ouvrages

#### Anglais
- (en) John Robert Martindale, Arnold Hugh Martin Jones et J. Morris, The Prosopography of the Later Roman Empire : Volume 2, AD 395-527, Cambridge, Cambridge University Press, 1980, 1342 p. (ISBN 0-521-20159-4, lire en ligne), « Masties »
- (en) Andrew Merrills et Richard Miles, The Vandals, John Wiley & Sons, 23 décembre 2009, 368 p. (ISBN 978-1-4443-1808-1, lire en ligne)
- (en) Jonathan Conant, Staying Roman : Conquest and Identity in Africa and the Mediterranean, 439–700, vol. 82 : Cambridge Studies in Medieval Life and Thought: Fourth Series, Cambridge University Press, 12 avril 2012 (ISBN 978-1-107-37584-0, lire en ligne)
- (en) Andy H. Merrills, Vandals, Romans, and Berbers. New Perspectives on Late Antique North Africa, Aldershot, Ashgate, 2004, 347 p. (ISBN 0-7546-4145-7)

#### Français
- Yves Modéran, Les Maures et l’Afrique romaine (IVe – VIIe siècle), Publications de l’École française de Rome, coll. « Bibliothèque des Écoles françaises d’Athènes et de Rome », 22 mai 2013, 900 p. (ISBN 978-2-7283-1003-6, DOI 10.4000/books.efr.1395, lire en ligne)

### Articles
- Paul-Albert Février, « Masuna et Masties », Antiquités africaines, vol. 24, no 1,‎ 1988, p. 133-147 (ISSN 0066-4871, DOI 10.3406/antaf.1988.1149, lire en ligne, consulté le 30 octobre 2018)
- Pierre Morizot, « Pour une nouvelle lecture de l'elogium de Masties », Antiquités africaines, vol. 25, no 1,‎ 1989, p. 263-284 (ISSN 0066-4871, DOI 10.3406/antaf.1989.1164, lire en ligne, consulté le 30 octobre 2018)

### Sources historiques
- Inscription funéraire découverte à Arris dans les montagnes des Aurès (L'Année Épigraphique 1945 : 97, entrée ECDS, entrée EDH HD019959)